# Muïzz-ad-Din Bahram-Xah
Muïzz-ad-Din Bahram-Xah fou sultà de la dinastia esclava de Delhi. Era fill d'Iltutmix (1211-1236) i germà de Radiya Sultan (1236-1240).
Mentre la seva germana era a Bathinda, es va autoproclamar sultà a Delhi (1240) amb el suport del Cos dels Quaranta o Chihalganis. La seva germana va intentar recuperar el tron amb el suport del seu marit Altunia, un cap de Bathinda, però foren capturats i executats. Els seus dos anys de govern foren anàrquics i els caps que li havien donat suport van lluitar un contra l'altra. Els mongols van envair el Panjab i van saquejar Lahore que van assolar, sense que el sultà tingués mitjans o capacitat per prendre mesures contra els atacants.
Finalment els Quaranta el van assetjar al Fort Blanc de Delhi i fou assassinat pel seu propi exèrcit el 15 de maig de 1242. El va succeir el seu nebot Alà-ad-Din Massud-Xah, fill de Rukn-ad-Din Firuz-Xah (l'efímer sultà del 1236).